# عز العرب
عز عرب هي إحدى القرى اللبنانية من قرى قضاء راشيا في محافظة البقاع.
وهي تابعة عقاريا لبلدة الرفيد في قضاء راشيا.